# Yann Martel
Yann Martel (Salamanca, 25 de Junho de 1963) é um escritor canadense nascido na Espanha, mais conhecido por ser o autor do premiado livro A vida de Pi.

## Biografia
Yann Martel nasceu no dia 25 de junho de 1963 no município de Salamanca, Espanha. Filho de Nicole Perron e Emile Martel, franco-canadenses. Seu pai era um Diplomata nomeado pelo governo canadense, que se encontrava na Espanha na época do seu nascimento. Cresceu na França, Costa Rica, México, Canadá. Estudou filosofia na Universidade Trent em Peterborough (Ontário). Seu primeiro livro, Seven Stories, foi publicado em 1993. Atualmente reside em Saskatoon, Canadá.

## Obras Publicadas
- "La Henrica" (1993)
- Seven Stories (1993)
- The Facts Behind the Helsinki Roccamatios (1993)
- Self (1996)
- A vida de Pi - no original The Life of Pi (2001)
- We Ate the Children Last (2004)
- Beatriz e Virgílio - no original Beatrice and Virgil (2010)
- 101 Letters to a Prime Minister: The Complete Letters to Stephen Harper (2012)
- As Altas Montanhas de Portugal - no original The High Mountains of Portugal (2016)

## Prêmios
- Vencedor do Prémio Man Booker em 2002 por Ficção
- Vencedor em 2001 do Hugh MacLennan Prize por Ficção
- Indicado em 2001 para o Governor General's Award por Ficção
- Vencedor em 2001-2003 do Asian/Pacific American Award for Literature
- Indicado no Chapters/Books in Canada First Novel Award
- Primeiro Canadense a representar a Comissão de Artes da Cidade de  Washington
- Sua curta história "The Facts behind the Helsinki Roccamatios" foi o vencedor em 1991 do prêmio Journey Prize